# 堀内淳弘
堀内 淳弘（ほりうち あつひろ、1946年6月28日 - ）は、日本の実業家。CGCグループ代表。元株式会社シジシージャパン代表取締役社長。食品産業功労賞受賞。

## 人物・経歴
東京都でシジシージャパン創業者堀内寛二の子として生まれる。1969年流通経済大学経済学部卒業、東急ストア入社。1975年シジシージャパン入社。1980年ジージャパン取締役社長室長。1985年シジシージャパン専務取締役。1991年シジシージャパン代表取締役社長。2007年CGCグループ代表。2012年シジシージャパン代表取締役社長。2013年第46回食品産業功労賞受賞。セブン&アイ・ホールディングスなどの大手に対抗して規模の拡大を進めた。

## テレビ出演
- 日経スペシャル カンブリア宮殿 総年商4兆円！ 謎の巨大流通組織CGCの正体 ～危機に打ち勝つ、中小の団結力～（2011年6月16日、テレビ東京）- [6]